# Akademik Lomonosov
Akademik Lomonosov (în rusă Академик Ломоносов) este o navă maritimă fără autopropulsie ce va transporta prima centrală nucleară plutitoare din Rusia. Nava a primit numele academicianului Mikhail Lomonosov. 

## Istorie
Construcția vasului Akademik Lomonosov a început în data de 15 aprilie 2007, la Sevmash, Severodvinsk, costul estimat fiind de 6 miliarde de ruble (232 milioane USD). Inițial, centrala nucleară de pe Akademik Lomonosov trebuia să furnizeze energie orașului Severodvinsk și uzinei de construcție a submarinelor de la Sevmash. În august 2008, guvernul rus a aprobat transferul activităților de la Sevmash la șantierul naval baltic din Sankt Petersburg.
Akademik Lomonosov a fost lansat la apă la 30 iunie 2010. Pe 28 aprilie 2018, a părăsit Sankt Petersburg, fiind remorcat până la Murmansk (a sosit pe 17 mai 2018), unde reactorii au fost încărcați cu combustibil nuclear. În data de 23 august 2019 a pornit către Pevek (regiunea Chukotka din Orientul îndepărtat al Rusiei), unde urmează să înlocuiască activitatea centralei nucleare Bilibino din apropiere, recent închisă. Centrala nucleară de pe Akademik Lomonosov a fost trecută oficial în patrimoniul companiei de energie nucleară ruse de stat pe 4 iulie 2019.

## Descriere
Akademik Lomonosov are o lungime de 144 m și lățimea de 30 m, greutatea de 21.500 tone și un echipaj format din 69 de persoane. Pentru generarea de energie, acesta are doi reactori de propulsie navală KLT-40 modificați, care asigură până la 70 MW de energie electrică sau 300 MW energie termică. Reactorii au fost proiectați de OKBM Afrikantov și asamblați de Institutul de Cercetare și Dezvoltare Atomenergoproekt din Nizhniy Novgorod (ambele aparținând Atomenergoprom). Vasele reactorilor au fost produse de Izhorskiye Zavody. Turbogeneratoarele au fost furnizate de Kaluga Turbine Plant.

## Critică
Akademik Lomonosov a fost supus criticii generalizate din partea grupurilor de protecția mediului, precum Greenpeace și Fundația Bellona. Greenpeace a criticat proiectul ca fiind unul care ar putea dăuna unui „mediu fragil, care este deja sub o presiune enormă din cauza schimbărilor climatice” și l-a numit „Titanic nuclear” și „Cernobîl pe gheață”. Fundația Bellona a scris un raport întreg ce sumarizează criticile sale față de centrala nucleară plutitoare.
Ca răspuns, Rosatom a afirmat că au fost luate măsuri de precauție pentru prevenirea dezastrelor nucleare și că instalația plutitoare îndeplinește toate cerințele Agenției Internaționale pentru Energie Atomică. Pe 26 august 2018, The New York Times a publicat un articol despre centrala plutitoare.